# Pehr Olof Wikström
Pehr Olof Wikström, född 15 september 1793 i Nedertorneå socken, död 29 juni 1851 i Stockholm, var en svensk präst.

## Biografi
Wikström var son till prosten Johan Wijkström, som sist var kyrkoherde i Övertorneå, och dotterson till prosten Olof Hamrén, vilken var kyrkoherde i Lövånger. Wikström blev student vid Uppsala universitet i september 1812 och promoverades till filosofie magister där i juni 1818 samt blev juris utriusque kandidat  i oktober samma år. Han var auditör vid Västerbottens regemente mellan 1824 och 1828. I maj 1836 prästvigdes han i Härnösand och avlade pastoralexamen där i december samma år. I mars 1837 blev han pastorsadjunkt hos fadern i Övertorneå och i juni samma år bataljonspredikant vid Västerbottens fältjägare. Wikström blev vice pastor i Övertorneå i november 1838 och fick vice pastors namn en månad senare, vartill han fick regementspastors namn 1841. I december 1845 utnämndes Wikström till kyrkoherde i Finska församlingen i Stockholm med tillträde 1 januari 1846. Wikström, som var ogift, avled 1851 i Stockholm.